# Грасина Понте а Ема (Фиренца)
Грасина Понте а Ема је насеље у Италији у округу Фиренца, региону Тоскана.
Према процени из 2011. у насељу је живело 8412 становника. Насеље се налази на надморској висини од 87 м.